# David Wolf
David Alexander Wolf (Indianapolis, 23 agosto 1956) è un astronauta e medico statunitense.